# Swietłana Podobiedowa
Swietłana Nikołajewna Podobiedowa (ros. Светлана Николаевна Подобедова; ur. 25 maja 1986 w Zimie) – rosyjska sztangistka, od 2008 roku reprezentująca Kazachstan, dwukrotna mistrzyni świata i Europy.

## Kariera
W 2004 roku wywalczyła złoto na mistrzostwach Europy w Kijowie. Wynik ten powtórzyła rok później na mistrzostwach Europy w Sofii. W 2006 roku została zdyskwalifikowana na dwa lata za stosowanie niedozwolonych środków. W roku olimpijskim poślubiła Ilię Ilina i uzyskała obywatelstwo Kazachstanu. W barwach tego kraju chciała wystartować w igrzyskach olimpijskich w Pekinie, ale Rosjanie wnieśli protest do Międzynarodowej Federacji Podnoszenia Ciężarów (IWF) i ostatecznie nie została dopuszczona do rywalizacji. 
Ma na swoim koncie także złote medale mistrzostw świata w Goyang (2009) i mistrzostw świata w Antalyi (2010). Na drugiej z imprez pobiła trzy rekordy świata. W rwaniu osiągnęła wynik 134 kg, w podrzucie 161 kg, a rezultat 295 kg w dwuboju był o cztery kilogramy lepszy od poprzedniego rekordu świata, który również należał do niej (ustanowiła go podczas MŚ w Goyang). Uczestniczyła w igrzyskach azjatyckich w Kantonie, tam zdobyła złoty medal.
W 2012 roku zdobyła złoty medal w wadze ciężkiej podczas igrzysk olimpijskich w Londynie, ustanawiając nowy rekord olimpijski w dwuboju, 291 kg. W październiku 2016 roku została zdyskwalifikowana oraz pozbawiona medalu i rekordu, po tym jak w jej organizmie wykryto doping. Był to jej jedyny start olimpijski.

## Osiągnięcia
| Rok  | Zawody               | Miasto  | Miejsce | Kategoria | Wynik    |
| ---- | -------------------- | ------- | ------- | --------- | -------- |
| 2004 | Mistrzostwa Europy   | Kijów   | 1       | do 75 kg  | 250 kg   |
| 2005 | Mistrzostwa Europy   | Sofia   | 1       | do 75 kg  | 262,5 kg |
| 2005 | Mistrzostwa świata   | Doha    | 3       | do 75 kg  | 279 kg   |
| 2009 | Mistrzostwa świata   | Koyang  | 1       | do 75 kg  | 292 kg   |
| 2010 | Mistrzostwa świata   | Antalya | 1       | do 75 kg  | 295 kg   |
| 2011 | Mistrzostwa świata   | Paryż   | 2       | do 75 kg  | 287 kg   |
| 2012 | Igrzyska Olimpijskie | Londyn  | DSQ     | do 75 kg  | 291 kg   |